# Rivière du dragon
Rivière du dragon este o arie protejată (sit de importanță comunitară — SCI) din Franța întinsă pe o suprafață de 24,26 ha, integral pe uscat.

## Localizare
Centrul sitului Rivière du dragon este situat la coordonatele 48°32′15″N 3°12′49″E / 48.5375°N 3.21361°E.

## Înființare
Situl Rivière du dragon a fost declarat arie specială de conservare în baza directivei 92/43 din 1992 referitoare la conservarea habitatelor naturale și a faunei și florei sălbatice pentru a proteja 3 specii de animale.

## Biodiversitate
Situată în ecoregiunea atlantică, aria protejată conține 1 habitat natural: Liziere de ierburi înalte hidrofile de câmpie și de nivel montan până la alpin.
La baza desemnării sitului se află mai multe specii protejate de  pești (3): zglăvoacă (Cottus gobio), Cottus perifretum, cicar (Lampetra planeri).
Pe lângă speciile protejate, pe teritoriul sitului au mai fost identificate 2 specii de pești.